# 東部發電廠榕樹機組
東部發電廠榕樹機組為一座位於臺灣花蓮縣秀林鄉銅門村的小型水力發電廠，該發電廠由台灣電力公司東部發電廠所管轄，舊稱為榕樹發電廠，後於2001年台電公司組織改造後全名改名為台灣電力公司東部發電廠榕樹機組。廠區坐落在木瓜溪下游北岸，鄰近臺9丙線仁壽橋。

## 沿革
榕樹發電廠於1964年12月20日動工興建、1967年2月竣工開始運轉供電，而榕樹發電廠因為興建之初即規畫為無人住廠的小型發電廠，因此該電廠完工時即沒有控制室的設計，該電廠完工後隨即納入下游的初英發電廠來管轄，也由該廠的控制室直接對榕樹發電廠遠端遙控。
2001年，臺電公司因應政府組織改革，將榕樹發電廠改名為榕樹機組。

## 設施
榕樹機組係一半地下室廠房，裝置有一部容量為2,700瓩（2.7MW）之豎軸卡布蘭水輪發電機，有效落差僅19.913公尺，用水量為16.64秒立方公尺（CMS），發電用水來自於木瓜溪上游的銅門機組，是臺灣第一座無人駐廠的遙控式發電廠，採用感應發電機，調速機採用無調速機腦裝置，並且無主閥設備，因此其機組啟動併聯係由花蓮市的東部發電廠廠本部遙控中心進行遙控運轉或派人至發電廠現場選擇是否運轉。發電後的尾水則送到初英機組再發電利用。

### 機組
| 名稱   | 發電機型號                 | 水輪機型號                       | 機組數量 | 發電方式 | 有效落差（公尺） | 單一機組用水量（CMS） | 容量（MW） | 位置               | 商轉日期      | 狀態   |
| ------ | -------------------------- | -------------------------------- | -------- | -------- | ---------------- | --------------------- | ---------- | ------------------ | ------------- | ------ |
| 一號機 | 日本三菱電機製感應式發電機 | 日本三菱重工製豎軸卡布蘭式水輪機 | 1        | 川流式   | 17               | 15.75CMS              | 2.7MW      | 花蓮縣秀林鄉銅門村 | 1967年2月19日 | 商轉中 |

### 管理
- 電廠名稱：東部發電廠榕樹機組
- 管理單位：臺灣電力公司東部發電廠
- 廠內編制：無（遠端遙控）

### 設施
- 廠房類型：半地下式
- 取水來源：木瓜溪（銅門機組尾水）
- 壓力鋼管：一條

## 圖集

### 廠區

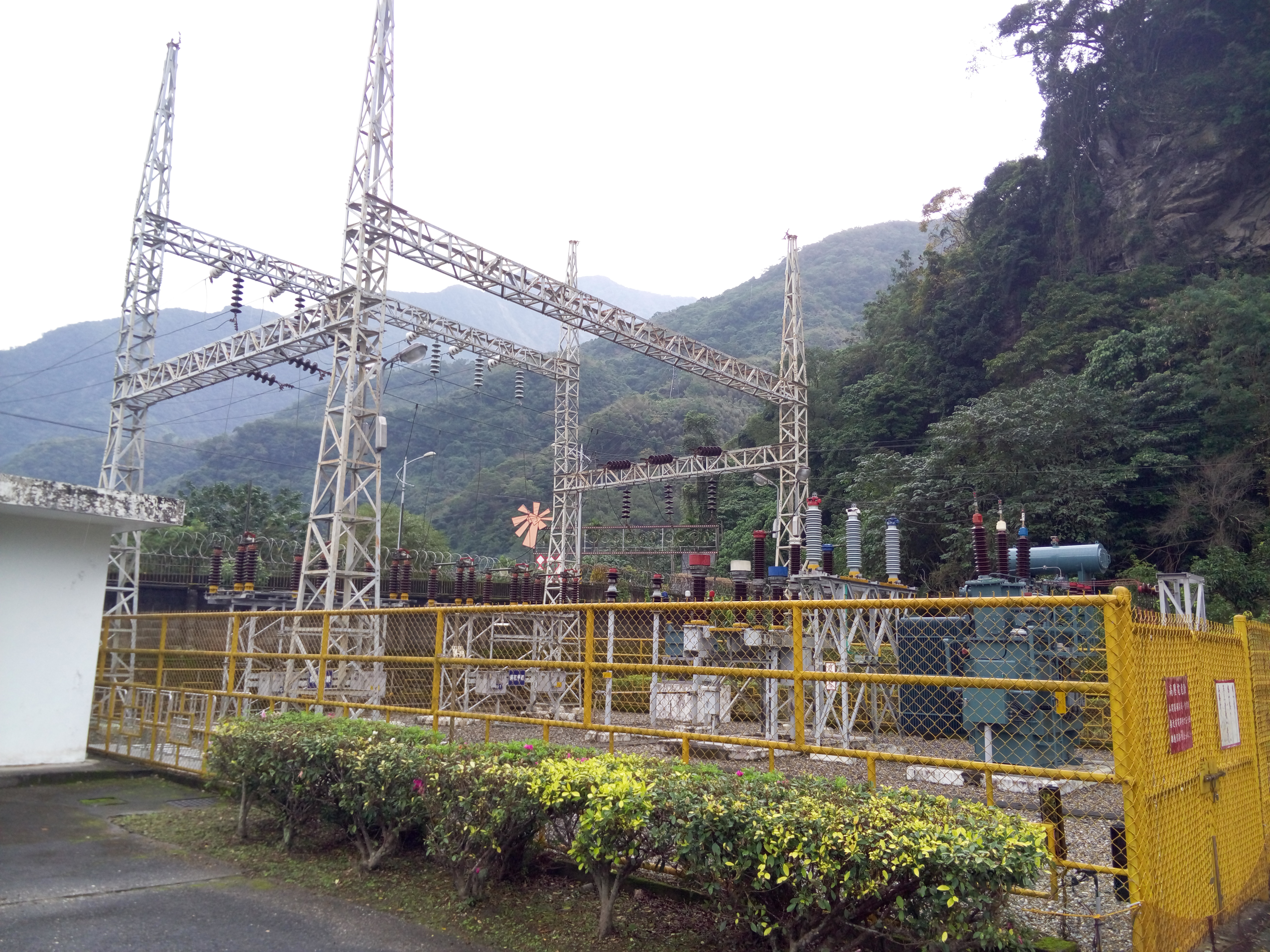
榕樹機組開關廠
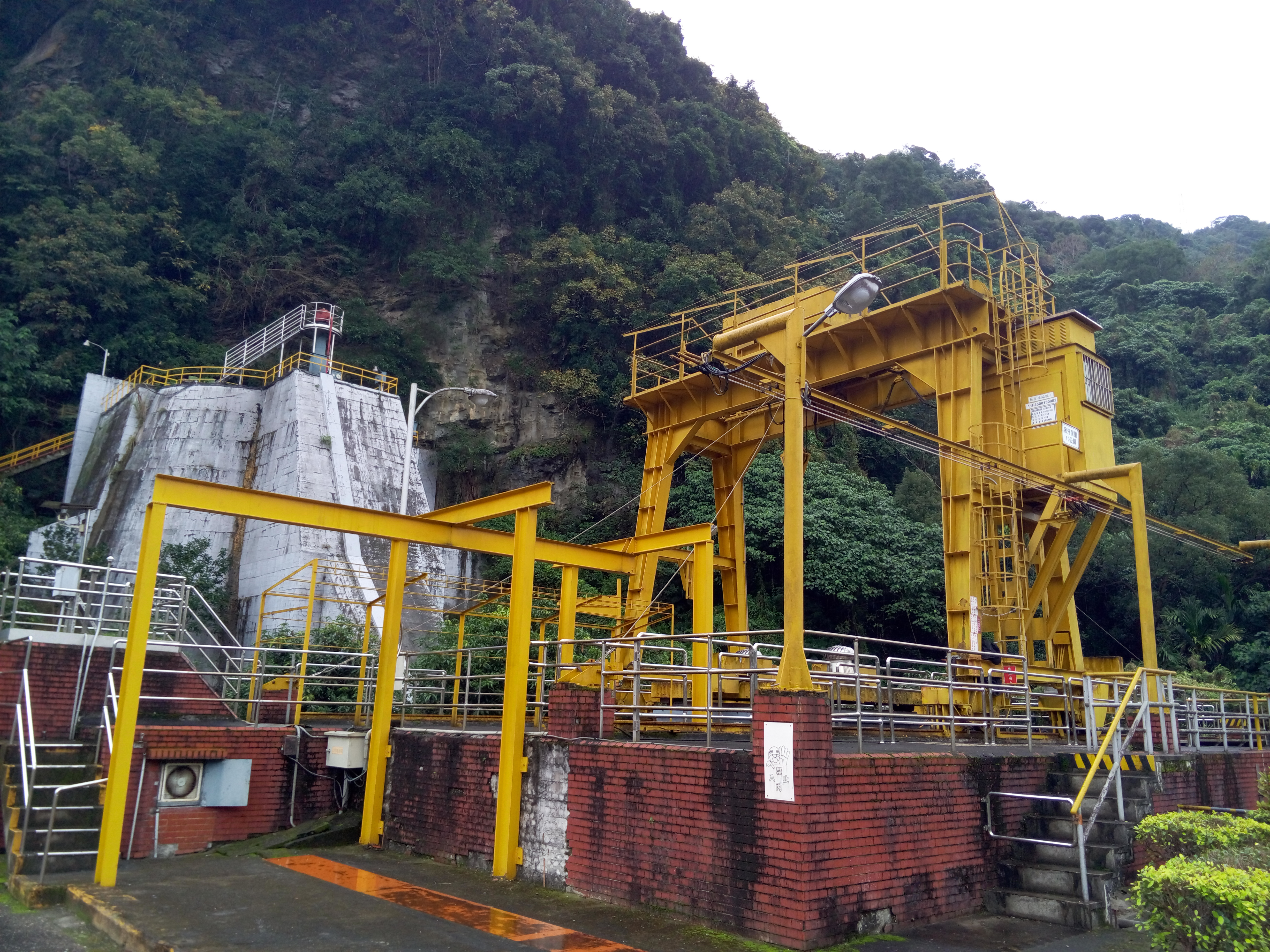
榕樹機組半地下化廠房與維修機組用的吊車，其發電機大修時，廠房頂蓋會開啟，再由吊車將機組吊至露天環境下維修
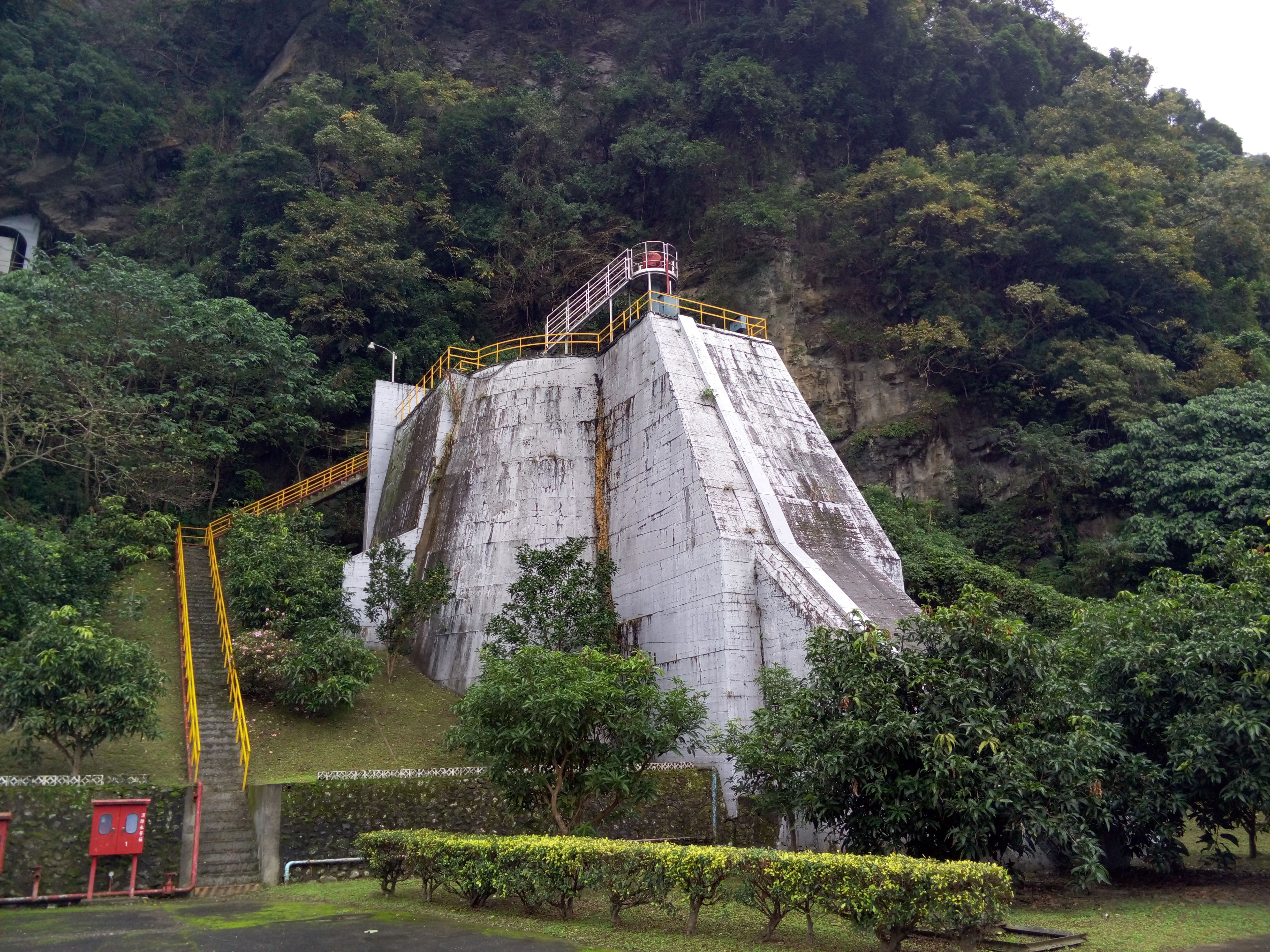
榕樹機組前池，其機組壓力鋼管外部以混凝土結構包覆，故圖中斜坡突起構造即為壓力鋼管

### 發電機

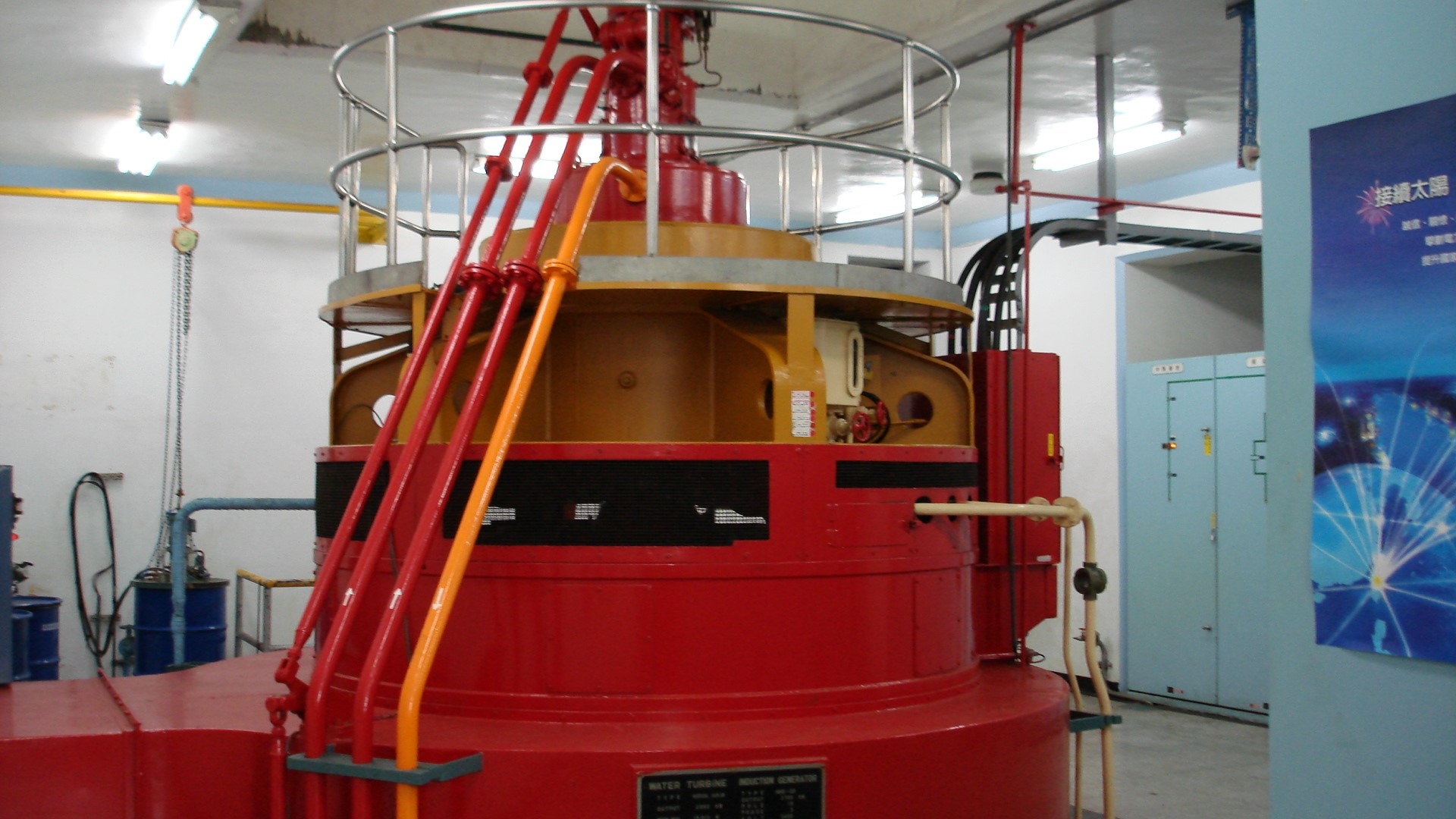
榕樹機組發電機
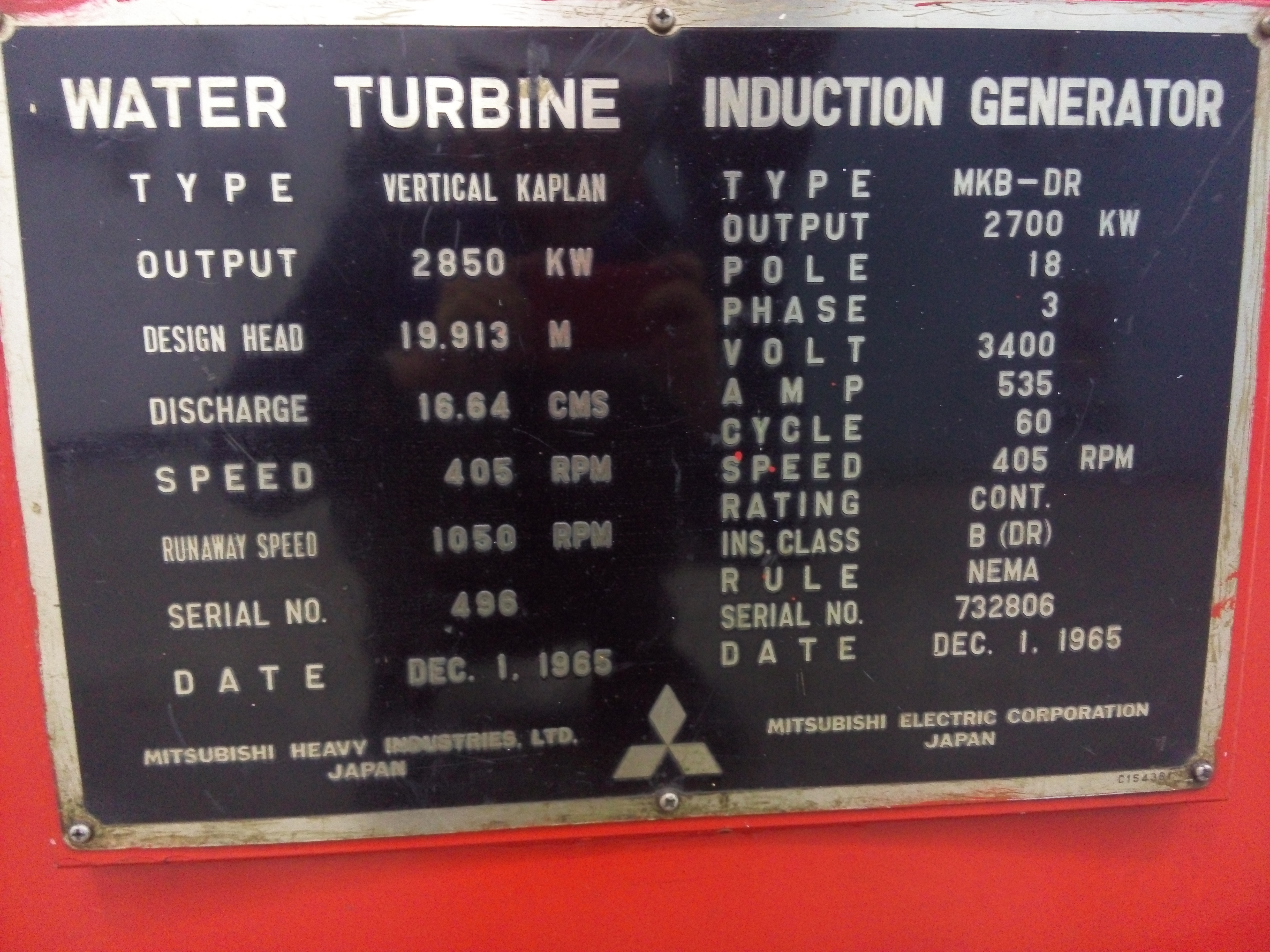
榕樹機組發電機名牌，發電機為日本三菱重工製
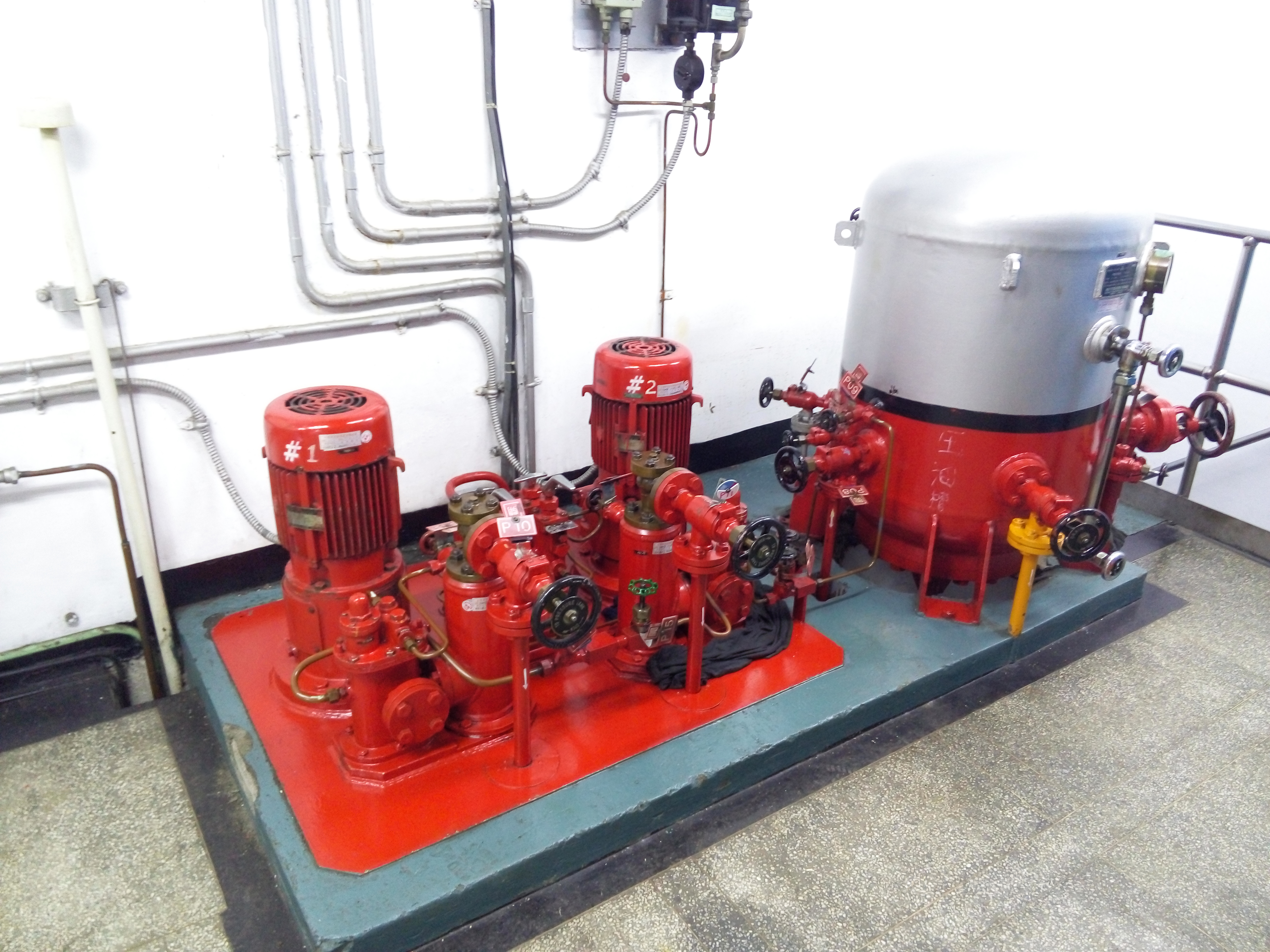
榕樹機組壓油設備
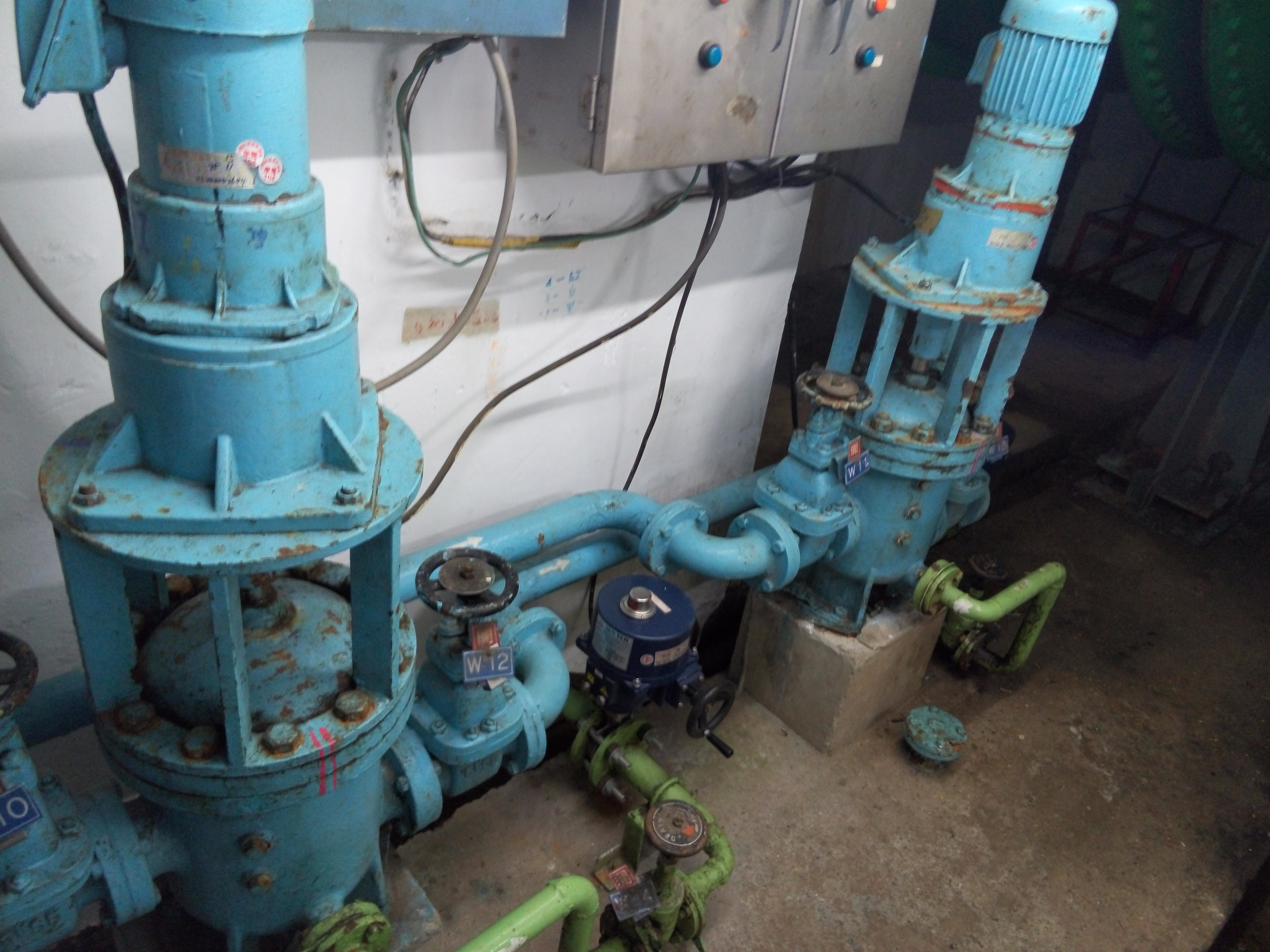
榕樹機組發電機冷卻水系統

### 水輪機

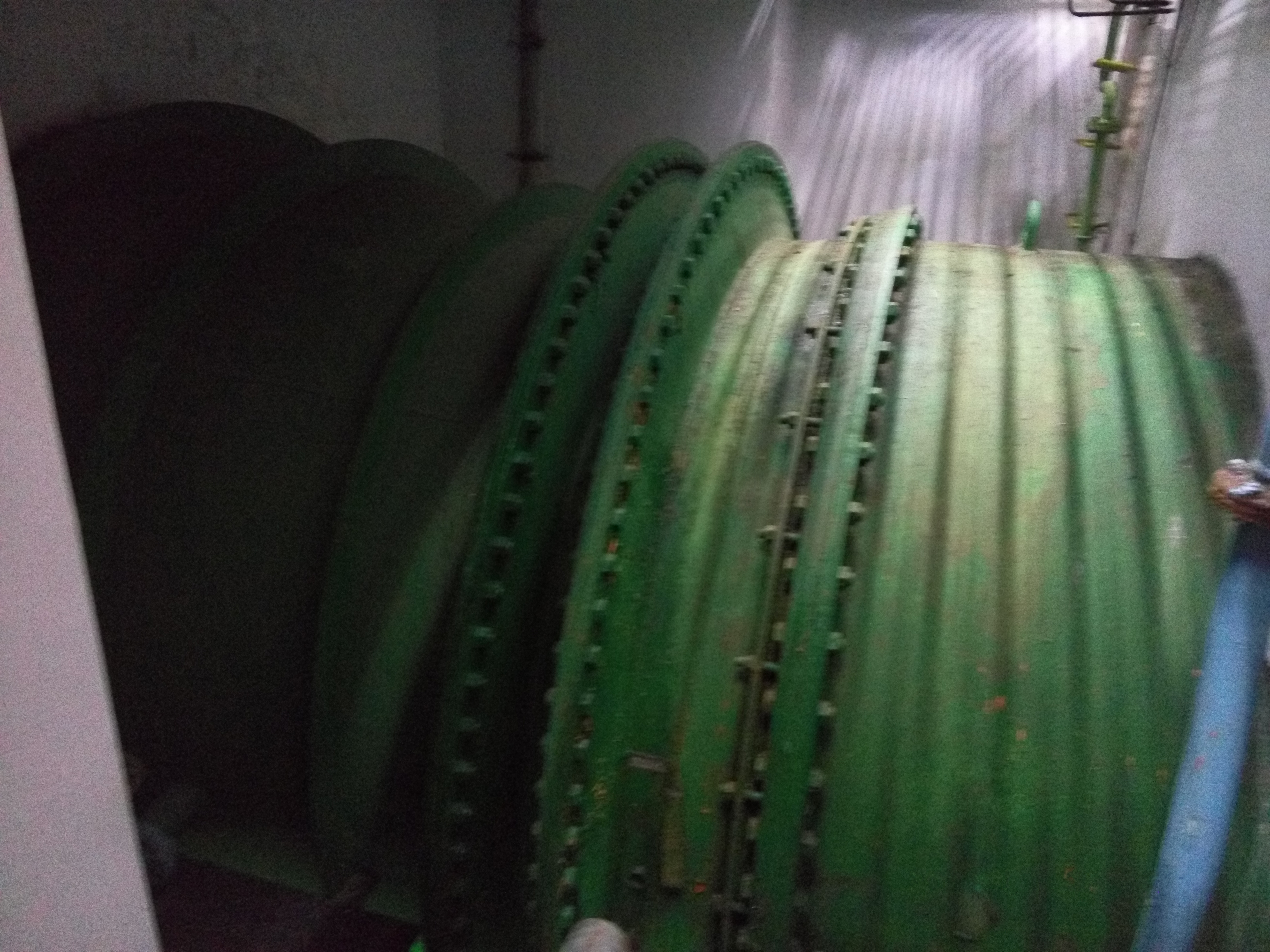
榕樹機組水輪機主閥
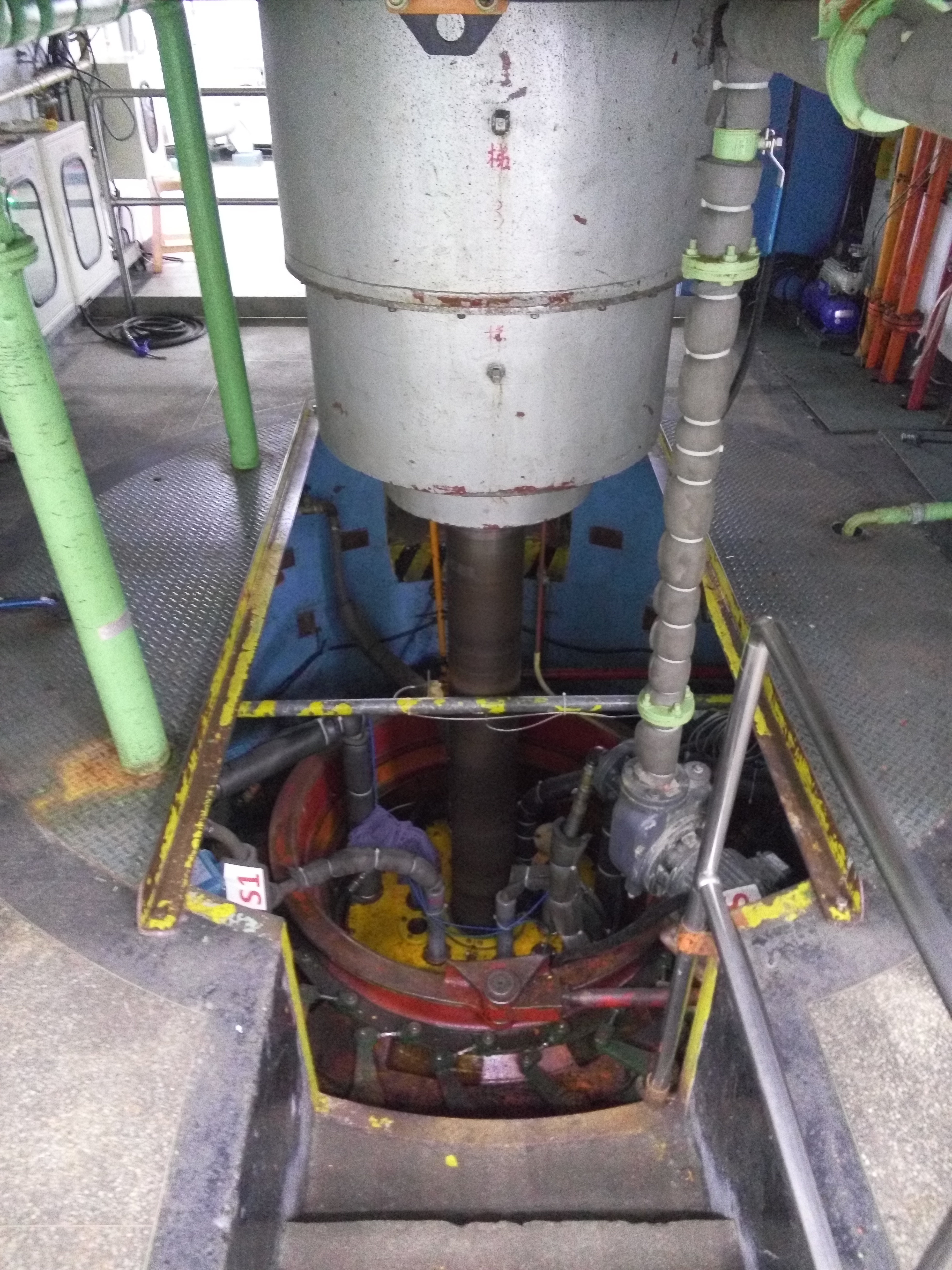
榕樹機組水輪機與軸承

## 外部連結
- 東部發電廠簡介 - 台灣電力公司